# モーニング娘。 ALL SINGLES COMPLETE 〜10th ANNIVERSARY〜
『モーニング娘。 ALL SINGLES COMPLETE 〜10th ANNIVERSARY〜』（モーニングむすめ。 オール・シングルス・コンプリート 〜テンス・アニバーサリー〜）は、モーニング娘。の3rdベスト・アルバム。2007年10月24日にアップフロントワークス（zetimaレーベル）から発売された。

## 概要
- モーニング娘。のベスト・アルバムとしては、2004年3月に発売された「ベスト! モーニング娘。2」以来、3年7ヶ月ぶりの作品。
- 1998年1月発売のメジャー・デビュー・シングル『モーニングコーヒー』から、2007年7月発売の『女に 幸あれ』までのシングル全34作品のA面表題曲をリリース順にリマスタリング音源で収録。
- そして、本作のために書き下ろされた新曲『HELLO TO YOU 〜ハロー!プロジェクト10周年記念テーマ〜』を含めた全35曲を収録。
- 結成10周年を記念した、初のオールタイム・ベスト。
- 『悲しみトワイライト』と『女に 幸あれ』は、アルバム初収録。
- 『モーニング娘。のひょっこりひょうたん島』を除く全曲をつんくが作詞・作曲。
- ジャケット写真は、初回生産限定盤では1stシングル『モーニングコーヒー』、通常盤では7thシングル『LOVEマシーン』の衣装や並び方などをそれぞれ現メンバーで再現している。
- モーニング娘。のアルバムとしては初の2枚組のCD。
- 「初回生産限定盤」と「通常盤」の2形態で発売された。
- 特典
  - DVD：メンバーよりセレクトされた過去のライブ映像とメンバーコメントを収録している。
  - ブックレット：歴代全メンバーのうち市井紗耶香と加護亜依を除く23名のコメントを収載している。

## 規格品番

### 初回限定盤
CD
- Disc 1：EPCE-5505
- Disc 2：EPCE-5506

DVD
- EPCE-5507

### 通常盤（CDのみ）
- Disc 1：EPCE-5508
- Disc 2：EPCE-5509

## 収録曲

### CD

#### Disc 1
1. モーニングコーヒー
（作詞・作曲：つんく / 編曲：桜井鉄太郎）
  - 1stシングル（メジャーデビューシングル）。
2. サマーナイトタウン
（作詞・作曲：つんく / 編曲：前嶋康明）
  - 2ndシングル。2期（保田圭、矢口真里、市井紗耶香）の最初のシングル。
3. 抱いてHOLD ON ME!
（作詞・作曲：つんく / 編曲：前嶋康明）
  - 3rdシングル。
4. Memory 青春の光
（作詞・作曲：つんく / 編曲：前嶋康明）
  - 4thシングル。福田明日香の最後のシングル。
5. 真夏の光線
（作詞・作曲：つんく　編曲：河野伸）
  - 5thシングル。
6. ふるさと
（作詞・作曲：つんく / 編曲：小西貴雄）
  - 6thシングル。
7. LOVEマシーン
（作詞・作曲：つんく / 編曲：ダンス☆マン）
  - 7thシングル。3期（後藤真希）の最初のシングル及び、石黒彩の最後のシングル。
8. 恋のダンスサイト
（作詞・作曲：つんく / 編曲：ダンス☆マン）
  - 8thシングル。
9. ハッピーサマーウェディング
（作詞・作曲：つんく / 編曲：ダンス☆マン）
  - 9thシングル。4期（石川梨華、吉澤ひとみ、辻希美、加護亜依）の最初のシングル及び、市井紗耶香の最後のシングル。
10. I WISH
（作詞・作曲：つんく / 編曲：河野伸）
  - 10thシングル。
11. 恋愛レボリューション21
（作詞・作曲：つんく / 編曲：ダンス☆マン）
  - 11thシングル。中澤裕子の最後のシングル。
12. ザ☆ピ〜ス!
（作詞・作曲：つんく / 編曲：ダンス☆マン）
  - 12thシングル。
13. Mr.Moonlight 〜愛のビッグバンド〜
（作詞・作曲：つんく / 編曲：鈴木俊介）
  - 13thシングル。5期（高橋愛、紺野あさ美、小川麻琴、新垣里沙）の最初のシングル。
14. そうだ! We're ALIVE
（作詞・作曲：つんく / 編曲：ダンス☆マン）
  - 14thシングル。
15. Do it! Now
（作詞・作曲：つんく / 編曲：鈴木Daichi秀行）
  - 15thシングル。後藤真希の最後のシングル。
16. ここにいるぜぇ!
（作詞・作曲：つんく / 編曲：鈴木Daichi秀行）
  - 16thシングル。
17. モーニング娘。のひょっこりひょうたん島
（作詞：井上ひさし、山元護久 / 作曲：宇野誠一郎 / 編曲：小西貴雄）
  - 17thシングル。

#### Disc 2
1. AS FOR ONE DAY
（作詞・作曲：つんく / 編曲：鈴木Daichi秀行）
  - 18thシングル。保田圭の最後のシングル。
2. シャボン玉
（作詞・作曲：つんく / 編曲：高橋諭一）
  - 19thシングル。6期（藤本美貴、亀井絵里、道重さゆみ、田中れいな）の最初のシングル。
3. Go Girl 〜恋のヴィクトリー〜
（作詞・作曲：つんく / 編曲：鈴木Daichi秀行）
  - 20thシングル。
4. 愛あらばIT'S ALL RIGHT
（作詞・作曲：つんく / 編曲：小西貴雄）
  - 21stシングル。安倍なつみの最後のシングル。
5. 浪漫 〜MY DEAR BOY〜
（作詞・作曲：つんく / 編曲：鈴木俊介）
  - 22ndシングル。
6. 女子かしまし物語
（作詞・作曲：つんく / 編曲：鈴木Daichi秀行）
  - 23rdシングル。辻希美、加護亜依の最後のシングル。
7. 涙が止まらない放課後
（作詞・作曲：つんく / 編曲：鈴木俊介）
  - 24thシングル。
8. THE マンパワー!!!
（作詞・作曲：つんく / 編曲：松原憲）
  - 25thシングル。飯田圭織の最後のシングル。
9. 大阪 恋の歌
（作詞・作曲：つんく / 編曲：鈴木Daichi秀行）
  - 26thシングル。矢口真里、石川梨華の最後のシングル。
10. 色っぽい じれったい
（作詞・作曲：つんく / 編曲：鈴木Daichi秀行）
  - 27thシングル。7期（久住小春）の最初のシングル。
11. 直感2 〜逃した魚は大きいぞ!〜
（作詞・作曲：つんく / 編曲：鈴木俊介）
  - 28thシングル。
12. SEXY BOY 〜そよ風に寄り添って〜
（作詞・作曲：つんく / 編曲：高橋諭一）
  - 29thシングル。
13. Ambitious! 野心的でいいじゃん
（作詞・作曲：つんく / 編曲：湯浅公一）
  - 30thシングル。紺野あさ美、小川麻琴の最後のシングル。
14. 歩いてる
（作詞・作曲：つんく / 編曲：鈴木Daichi秀行）
  - 31stシングル。
15. 笑顔YESヌード
（作詞・作曲：つんく / 編曲：松井寛）
  - 32ndシングル。8期（光井愛佳）の最初のシングル。
16. 悲しみトワイライト
（作詞・作曲：つんく / 編曲：山崎淳）
  - 33rdシングル。吉澤ひとみ、藤本美貴の最後のシングル。
17. 女に 幸あれ
（作詞・作曲：つんく / 編曲：江上浩太郎）
  - 34thシングル。8期留学生（ジュンジュン、リンリン）の最初のシングル。
18. HELLO TO YOU〜ハロー!プロジェクト10周年記念テーマ〜
（作詞・作曲：つんく / 編曲：湯浅公一 / ブラスアレンジ：竹上良成）
  - 新曲。

### DVD（初回生産限定盤）
1. I WISH
  - モーニング娘。CONCERT TOUR 2001 ライブレボリューション21春 〜大阪城ホール最終日〜 - 中澤
2. Do it! Now
  - モーニング娘。CONCERT TOUR 2004春 The BEST of Japan - 飯田
3. ここにいるぜぇ!
  - モーニング娘。CONCERT TOUR 2003春 〜NON STOP!〜 - 安倍
4. AS FOR ONE DAY
  - モーニング娘。CONCERT TOUR 2003春 〜NON STOP!〜 - 保田
5. Do it! Now 
  - モーニング娘。CONCERT TOUR 2002夏 “LOVE IS ALIVE!” 横浜アリーナ - 後藤
6. ザ☆ピ〜ス!
  - モーニング娘。CONCERT TOUR 2002夏 “LOVE IS ALIVE!” 横浜アリーナ - 石川
7. そうだ! We're ALIVE
  - モーニング娘。CONCERT TOUR 2002春 “LOVE IS ALIVE!” さいたまスーパーアリーナ  - 吉澤
8. Do it! Now
  - モーニング娘。CONCERT TOUR 2002夏 “LOVE IS ALIVE!” 横浜アリーナ  - 高橋
9. Ambitious! 野心的でいいじゃん
  - Hello! Project 2006 Summer 〜ワンダフルハーツランド〜 - 紺野
10. Mr. Moonlight 〜愛のビッグバンド〜
  - Hello! Project 2002 〜今年もすごいぞ!〜 - 新垣
11. Do it! Now
  - モーニング娘。CONCERT TOUR 2003春 〜NON STOP!〜 - 亀井
12. 歩いてる
  - モーニング娘。コンサートツアー2006秋 〜踊れ!モーニングカレー〜 - 道重
13. シャボン玉
  - モーニング娘。コンサートツアー 「The BEST of Japan 夏〜秋'04」 - 田中
14. 色っぽい じれったい
  - モーニング娘。コンサートツアー2005夏秋 『バリバリ教室 〜小春ちゃん いらっしゃい!〜』 - 久住
15. シャボン玉
  - モーニング娘。コンサートツアー2006秋 〜踊れ!モーニングカレー〜 - 光井
16. 笑顔YESヌード
  - モーニング娘。コンサートツアー2007春 〜SEXY 8ビート〜 - ジュンジュン
17. 女に 幸あれ
  - Hello! Project 2007 Summer 10th アニバーサリー大感謝祭 〜ハロ☆プロ夏祭り〜 - リンリン

## 参加メンバー
- 1期：中澤裕子、石黒彩、飯田圭織、安倍なつみ、福田明日香
- 2期：保田圭、矢口真里、市井紗耶香
- 3期：後藤真希
- 4期：石川梨華、吉澤ひとみ、辻希美、加護亜依
- 5期：高橋愛、紺野あさ美、小川麻琴、新垣里沙
- 6期：藤本美貴、亀井絵里、道重さゆみ、田中れいな
- 7期：久住小春
- 8期：光井愛佳、ジュンジュン、リンリン